# Indiana (Pensilvania)
Indiana es un borough ubicado en el condado de Indiana en el estado estadounidense de Pensilvania. En el año 2000 tenía una población de 14 895 habitantes y una densidad poblacional de 3259 personas por km². Es la ciudad natal del actor James Stewart (1908-1997).

## Geografía
Indiana se encuentra ubicado en las coordenadas 40°37′16″N 79°9′18″O / 40.62111, -79.15500.

## Demografía
Según la Oficina del Censo en 2000 los ingresos medios por hogar en la localidad eran de $21,279 y los ingresos medios por familia eran $47,192. Los hombres tenían unos ingresos medios de $26,506 frente a los $22,471 para las mujeres. La renta per cápita para la localidad era de $12,317. Alrededor del 44.1% de la población estaba por debajo del umbral de pobreza.